# جوزف روسناک
جوزف روسناک (به انگلیسی: Josef Rusnak) (زاده ۲۵ نوامبر ۱۹۵۸) فیلمنامه‌نویس و کارگردان آلمانی‌تبار است.
اولین فیلم روسناک به عنوان نویسنده و کارگردان فیلم تب سرد او در سال ۱۹۸۴ بود که در همان سال جایزه فیلم آلمان برای بهترین کارگردانی را دریافت کرد. پس از آن برای تلویزیون فرانسه کار کرد و قسمت‌هایی از سریال‌های تلویزیونی را کارگردانی کرد.

## گزیده فیلم‌شناسی
- تب سرد (۱۹۸۴)
- هیچ رشته‌ای متصل نیست (۱۹۹۷)
- روزهای آرام در هالیوود (۱۹۹۷)
- طبقه سیزدهم (۱۹۹۹)
- پیمانکار (۲۰۰۰۷)
- هنر جنگ ۲: خیانت (۲۰۰۸)
- هنوز زنده است (۲۰۰۹)
- زندگی بی‌نقص (۲۰۱۰)
- ماوراء (۲۰۱۲)
- برلین، دوستت دارم (۲۰۱۹)